# Сток-Мандевілл
Сток-Мандевілл — село та цивільна парафія в долині Ейлсбері в Бакінґемширі, Англія. Він розташований за 5 км від Ейлсбері та за 5,5 км від торгового містечка Вендовер. Хоча це окрема цивільна парафія, село входить до міської зони Ейлсбері. Згідно з переписом населення площа цієї парафії становить 1 460 акрів (5,9 км2)   .
Лікарня Сток-Мандевілла, хоча й названа на честь села, розташована в Ейлсбері. Лікарня має найбільше відділення для лікування травм хребта в Європі, і найбільш відома на міжнародному рівні як батьківщина паралімпійського руху; Сток-Мандевільські ігри, засновані в лікарні сером Людвіґом Ґутманом у 1948 році, еволюціонували до здобуття олімпійського статусу у вигляді Паралімпійських ігор у Римі в 1960 році, (вони одночасно були 9-ми з ряду Сток-Мандевільськими іграми. Лікарня та стадіон Сток-Мандевілл також спільно з Нью-Йорком приймали Літні Паралімпійські ігри 1984 року, де елементи Ігор для інвалідів-візочників проходили в лікарні та на стадіоні.
У 2012 році стадіон «Сток Мандевілл», хоча й знаходиться в Ейлсбері, дав назву талісману Паралімпійських ігор Мандевіллу .

## Історія
Спочатку село було записано як Stoches у Книзі Судного дня 1086 року, від давньоанглійського слова stoc, що означає віддалену ферму або хутір. Хутір Мандевілл вперше був зареєстрований у 1284 році, коли садиба була внесена до списку потужної норманської родини де Мандевілл.
Колишній середньовічний парафіяльний костел Пресвятої Богородиці незвичайно стояв самотньо на вологому місці за 1 км від старого села без видимих причин. Тому вважалося, що римський мавзолей був присутній на тому місці, де пізніше був збудований храм. Церкву було комісовано в середині 20-го століття і знесено в січні 1966 року королівськими інженерами . У 2018 році в рамках підготовки до будівництва швидкісної залізниці HS2 на місці старої церкви почалися археологічні розкопки. Окрім розкопок церкви, процес передбачав переміщення останків похованих на церковному ґрунті, яке датується 1080 роком. У вересні 2021 року археологи з LP-Archaeology на чолі з Рейчел Вуд оголосили про виявлення останків на місці церкви. Вони розкопали квадратну фундаментну траншею, оточену круглим ровом, що містила поховання та дві чудові римські статуї. У січні 2022 року археологічні розкопки на цьому місці та відкриття значних римських статуй і поховальних урн були представлені в програмі BBC Digging for Britain.
Нова парафіяльна церква Святої Марії з червоної цегли, освячена в липні 1866 року єпископом Оксфорда Семюелем Вілберфорсом, залишається єдиною поряд з методистською церквою на Ескдейл-роуд.
13 травня 2000 року було відкрито новий Сток-Мандевільський знак тисячоліття. Він стоїть на невеликому цегляному постаменті на зеленій ділянці біля початкової школи. Знак показує з обох сторін барвисті зображення  аспектів життя села протягом століть.

## Транспорт
Залізнична станція Сток-Мандевілл розташована на лінії Лондон-Ейлсбері між станціями Ейлсбері та станціями Вендовер, обслуговується Чілтерн-Рейлвейз, яка закінчується на Ейлсбері-Вейл-Парквей на північ і Лондон-Мерілебон на південь Автобус Arriva Shires &amp; Essex номер 50 також обслуговує територію на Стейшн-Роуд, як і маршрути 164 і 300, які зупиняються в центрі села.  High Speed 2 проїжджає на південний захід від села, але не зупиняється.

## Освіта
Stoke Mandeville Combined School — це змішана громадська школа, яка приймає дітей віком від чотирьох до одинадцяти років. (Рік r – 6) У школі навчається приблизно 220 учнів. Тут також є відділення для людей із вадами слуху, яке наразі допомагає 15 дітям протягом навчального дня.

## Галерея

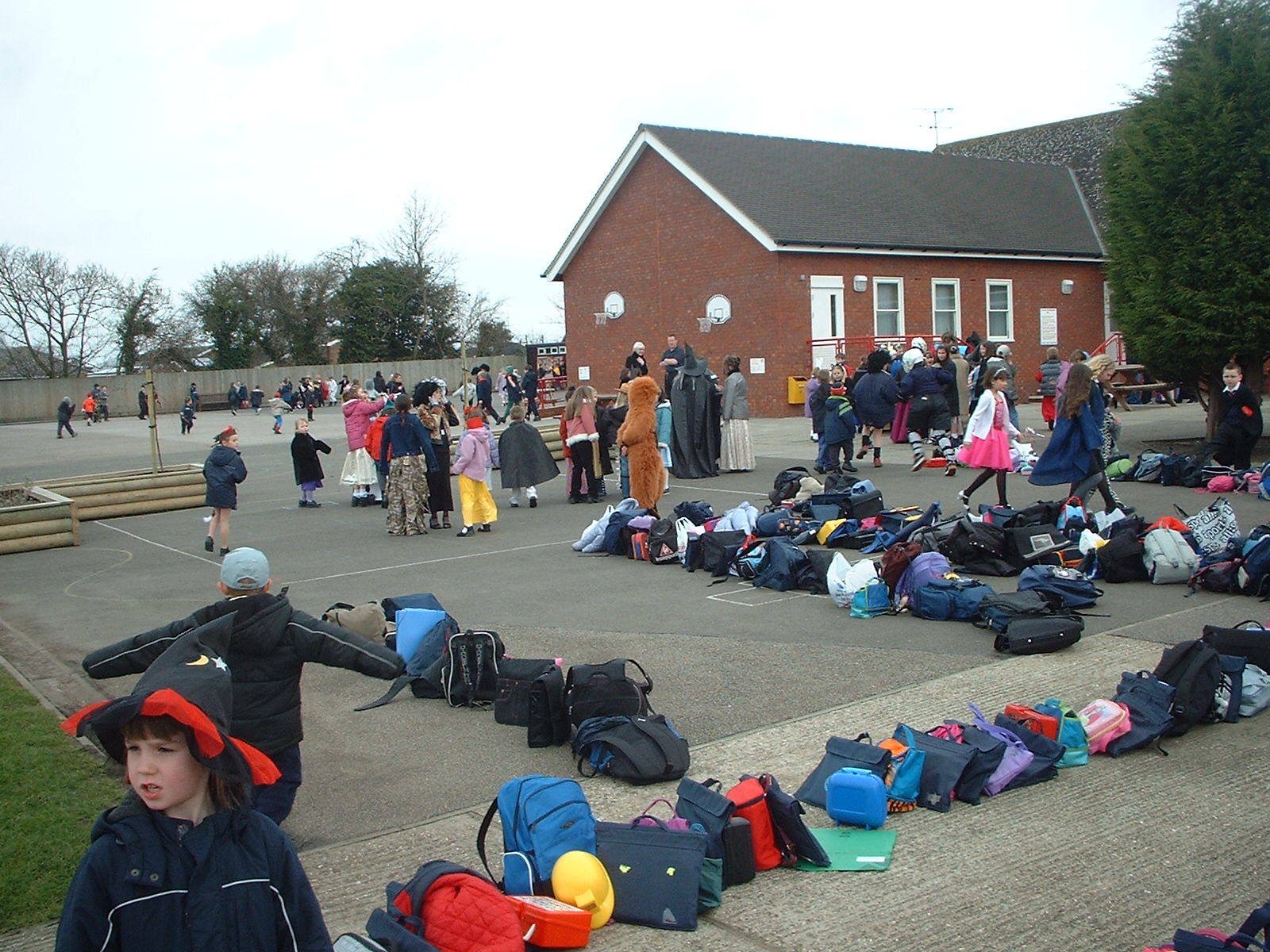
На подвір'ї школи Stoke Mandeville Combined School
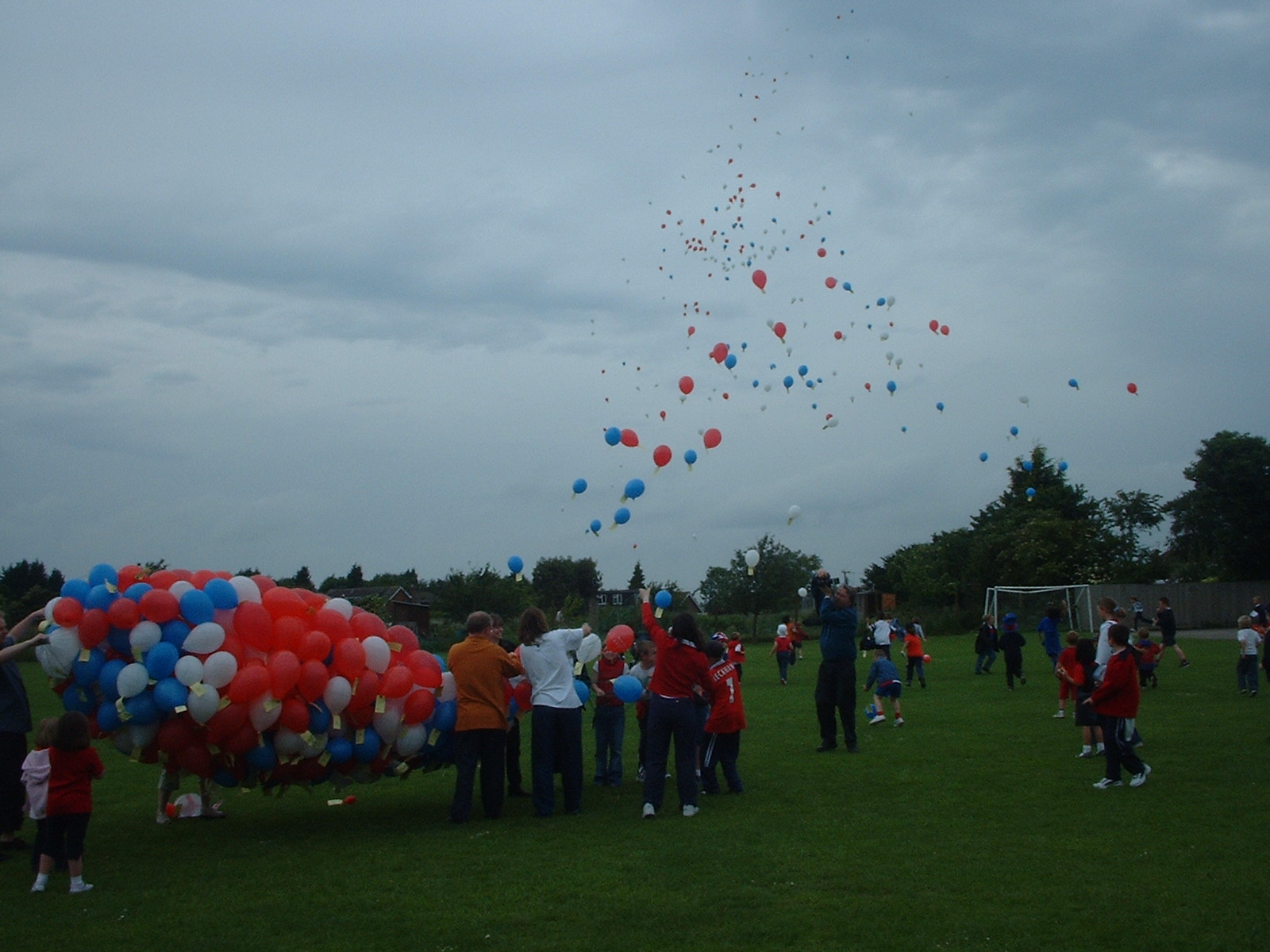
Публіка на подвір'ї Stoke Mandeville Combined School випускає кульки

## Зовнішні посилання
- Вікісховище має мультимедійні дані за темою: Сток-Мандевілл
- Stoke Mandeville Combined School website
- Stoke Mandeville Guide